# Episodi di Kamp Koral - SpongeBob al campo estivo (prima stagione)
La prima stagione di Kamp Koral - SpongeBob al campo estivo è stata pubblicata negli Stati Uniti su Paramount+ a partire dal 4 marzo 2021. In Italia è andata in onda a partire dal 21 giugno 2021 su Nickelodeon.
| n° | Titolo originale                    | Titolo italiano                     | Pubblicazione USA | Prima TV Italia  |
| -- | ----------------------------------- | ----------------------------------- | ----------------- | ---------------- |
| 1  | The Jellyfish Kid                   | La prima medusa                     | 4 marzo 2021      | 21 giugno 2021   |
| 2  | Sugar-Squeeze!                      | Il succo di zucchero                | 4 marzo 2021      | 21 giugno 2021   |
| 2  | Tag, You're It                      | Ce l'hai!                           | 4 marzo 2021      | 21 giugno 2021   |
| 3  | Quest for Tire                      | Caccia al furgone                   | 4 marzo 2021      | 22 giugno 2021   |
| 3  | A Cabin of Curiosities              | Il capanno delle mostruosità        | 4 marzo 2021      | 22 giugno 2021   |
| 4  | In Search of Camp Noodist           | Alla ricerca del campo naturista    | 4 marzo 2021      | 23 giugno 2021   |
| 4  | Kitchen Sponge                      | Una spugna in cucina                | 4 marzo 2021      | 23 giugno 2021   |
| 5  | The Treasure of Kamp Koral          | Il tesoro di Kamp Koral             | 4 marzo 2021      | 24 giugno 2021   |
| 5  | Camper Gary                         | Gary al campo estivo                | 4 marzo 2021      | 24 giugno 2021   |
| 6  | Midnight Snack Attack               | Attacco di fame                     | 4 marzo 2021      | 25 giugno 2021   |
| 6  | Hot Pearl-tato                      | Un babysitter per Perla             | 4 marzo 2021      | 25 giugno 2021   |
| 7  | What About Meep?                    | Fuori dal coro                      | 22 luglio 2021    | 24 ottobre 2021  |
| 7  | Hard Time Out                       | Una dura punizione                  | 22 luglio 2021    | 24 ottobre 2021  |
| 8  | Pat's A Li'l Sinker                 | Festa in fondo al lago              | 22 luglio 2021    | 24 ottobre 2021  |
| 8  | Camp SpongeBob                      |                                     | 22 luglio 2021    | 24 ottobre 2021  |
| 9  | Squisery                            | Quasi dispersi                      | 22 luglio 2021    | 24 ottobre 2021  |
| 9  | Game Night                          | La serata dei giochi                | 22 luglio 2021    | 24 ottobre 2021  |
| 10 | My Fair Nobby                       | Nobby lo snob                       | 22 luglio 2021    | 31 ottobre 2021  |
| 10 | Gimme a News Break                  | News da Kamp Koral                  | 22 luglio 2021    | 31 ottobre 2021  |
| 11 | Wise Kraken                         | Kraken, il comico                   | 22 luglio 2021    | 31 ottobre 2021  |
| 11 | Squatch Swap                        | Scambio di identità                 | 22 luglio 2021    | 31 ottobre 2021  |
| 12 | The Ho! Ho! Horror!                 | Oh! Oh! Orrore!                     | 22 luglio 2021    | 31 ottobre 2021  |
| 12 | Outhouse Outrage                    | Bagno Esplosivo                     | 22 luglio 2021    | 31 ottobre 2021  |
| 13 | Are You Afraid of the Dork?         | Chi ha paura dell'Olandese Volante? | 22 luglio 2021    | 31 ottobre 2021  |
| 14 | Help Not Wanted                     | Non cercasi personale               | 30 settembre 2022 | 25 novembre 2022 |
| 14 | Camp Spirit                         | Campo estivo col fantasma           | 30 settembre 2022 | 25 novembre 2022 |
| 15 | Hill-Fu                             | Nar-Fu                              | 30 settembre 2022 | 28 novembre 2022 |
| 15 | Sun's Out, Fun's Out                | Troppo sole, zero divertimento      | 30 settembre 2022 | 28 novembre 2022 |
| 16 | First and Last Aid                  | Primo e Ultimo Soccorso             | 30 settembre 2022 | 29 novembre 2022 |
| 16 | Night of the Living Stench          | La notte del fetore vivente         | 30 settembre 2022 | 29 novembre 2022 |
| 17 | Camp Crossbones                     | I pirati di Kamp Koral              | 30 settembre 2022 | 30 novembre 2022 |
| 17 | The Jelly Life                      | Vita da meduse                      | 30 settembre 2022 | 30 novembre 2022 |
| 18 | Lake Crashers                       | Il demolition derby                 | 30 settembre 2022 | 1 dicembre 2022  |
| 18 | Boo Light Special                   | Commesso da paura                   | 30 settembre 2022 | 1 dicembre 2022  |
| 19 | Painting with Squidward             | Il concorso d'arte                  | 30 settembre 2022 | 2 dicembre 2022  |
| 19 | Kamp Kow                            | Mucca da campo                      | 30 settembre 2022 | 2 dicembre 2022  |
| 20 | Helter Shelter                      | Senza supervisore                   | 26 maggio 2023    | 18 agosto 2023   |
| 20 | Reveille Revolution                 | La sveglia                          | 26 maggio 2023    | 18 agosto 2023   |
| 21 | The Switch Glitch                   | Scambio di menti                    | 26 maggio 2023    | 18 agosto 2023   |
| 21 | Prickly Pests                       | Uno scherzo pungente                | 26 maggio 2023    | 18 agosto 2023   |
| 22 | Are You Smarter Than a Smart Cabin? | L'alloggio intelligente             | 26 maggio 2023    | 18 agosto 2023   |
| 22 | Deep Sea Despot                     | Il despota degli abissi             | 26 maggio 2023    | 25 agosto 2023   |
| 23 | Regi-Hilled                         | Maggiordomo in palio                | 26 maggio 2023    | 25 agosto 2023   |
| 23 | The Perfect Camper                  | Il campeggiatore perfetto           | 26 maggio 2023    | 25 agosto 2023   |
| 24 | Eye of the Hotdog                   | Mangiatori di hotdog                | 26 maggio 2023    | 25 agosto 2023   |
| 24 | Patrick Takes the Cake              | Patrick e la torta                  | 26 maggio 2023    | 25 agosto 2023   |
| 25 | The Taste of Defeat                 | Il sapore della sconfitta           | 26 maggio 2023    | 25 agosto 2023   |
| 25 | Scaredy Squirrel                    | Scoiattola fifona                   | 26 maggio 2023    | 25 agosto 2023   |
| 26 | Hats Off to Space                   | Cappelli nello spazio               | 26 maggio 2023    | 1 settembre 2023 |
| 26 | In a Nut's Shell                    | Un nascondiglio quasi sicuro        | 26 maggio 2023    | 1 settembre 2023 |

## La prima medusa
Il giovane SpongeBob vuole catturare la sua prima medusa, così i suoi amici fanno tutto il possibile per aiutarlo a catturarne una.

## Il succo di zucchero
Due narvali selvatici di nome Narlene e Nobby terranno tutti i campeggiatori rapiti da una dolce sorpresa.

## Ce l'hai!
In una giornata piovosa, SpongeBob e i suoi amici si divertono in casa con una movimentata partita a rincorrersi.

## Caccia al furgone
I campeggiatori si mettono all'opera per dare la caccia al camioncino dei cibi scomparso ogni settimana.

## Il capanno della mostruosità
Una misteriosa baita di strani campeggiatori si diverte spaventosamente con SpongeBob e Patrick dopo il tramonto.

## Alla ricerca del campo naturista
SpongeBob, Sandy e Patrick camminano nei boschi alla ricerca di una leggendaria colonia di nudisti.

## Una spugna in cucina
SpongeBob aiuta Plankton a creare prelibatezze sempre più gustose alla Krusty Canteen, dando vita a un panino molto familiare.

## Il tesoro di Kamp Koral
Mr. Krabs è disperato e vuole mettere gli artigli sul tesoro nascosto che SpongeBob e Patrick trovano al campeggio.

## Gary al campo estivo
SpongeBob traveste Gary da nuovo campeggiatore per proteggerlo dalla signora Puff, che odia le lumache.

## Attacco di fame
Dopo che SpongeBob e Patrick hanno consumato uno spuntino segreto, Plankton deve invertire i mostruosi effetti collaterali.

## Un babysitter per perla
Per i campeggiatori la piccola Perla si rivela un problema troppo grande da gestire.

## Fuori dal coro
Quando un'acciuga insoddisfatta si allontana dai suoi simili, SpongeBob e Patrick devono aiutarla a scoprire la sua vera identità.

## Una dura punizione
SpongeBob viene mandato in punizione per conto del suo amico, così Patrick fa il possibile per porre rimedio alla situazione.

## Festa in fondo al lago
La signora Puff dà lezioni di nuoto a Patrick dopo essersi resa conto che non ha mai ricevuto il suo distintivo da nuotatore.

## Camp SpongeBob
Dopo aver perso l'autobus per la gita scolastica, SpongeBob si ritrova completamente solo al campo; ma questo non gli impedisce di divertirsi un mondo.

## Quasi dispersi
Patrick e Squiddi devono sopravvivere insieme nel bosco dopo che il polpo gli ha slogato tutte e due le caviglie.

## La serata dei giochi
Gli adulti si allontanano di nascosto per giocare a un gioco da tavolo, ma devono nascondersi in particolare da un campeggiatore.

## Nobby lo snob
Quando Nobby diventa troppo civilizzato per Narlene, SpongeBob e Patrick lo aiutano a ricordare i suoi modi rurali.

## News da Kamp Koral
Perch Perkins e il suo amico Harvey riportano la notizia di Kamp Koral, ma si imbattono nelle prove di una ridicola cospirazione.

## Kraken, il comico
È la serata della stand-up comedy al Kamp Koral e i campeggiatori sono pronti a ridere fino a urlare.

## Scambio di identità
Mentre è nel bosco, Patrick viene confuso con un giovane Seasquatch.

## Oh! Oh! Orrore!
Babbo Natale fa visita ai bambini di Kamp Koral, che non sanno bene cosa pensare del simpatico gigante.

## Bagno esplosivo
La latrina esplode davanti a Mr. Krabs, che però riesce a farsi raccontare tre versioni diverse della storia da SpongeBob, Patrick e Squiddi.

## Chi ha paura dell'Olandese Volante?
Gli animatori raccontano storie spaventose attorno al fuoco, ma la situazione diventa davvero inquietante quando appare un vero fantasma.

## Non cercasi personale
Il padre di Patrick fa visita inaspettatamente al Kamp Koral.

## Campo estivo col fantasma
SpongeBob, Patrick e Sandy fanno amicizia con un campeggiatore fantasma in visita.

## Nar-fu
È l'annuale sfida di karate tra tutti i ragazzi del campeggio, e SpongeBob si deve allenare duramente per sconfiggere Sandy.

## Troppo sole, zero divertimento
È il giorno più caldo dell'estate, ma in tutto il campo c'è un solo condizionatore.

## Primo e Ultimo soccorso
Mr. Krabs assume finalmente un'infermiera, ma questa deve dedicare tutto il suo tempo e i suoi sforzi a proteggere SpongeBob.

## La notte del fetore vivente
Quando tutti i campeggiatori cercano di vincere il premio "Campeggio più puzzolente della foresta", Squiddi deve lottare per sopravvivere e restare pulito.

## I pirati di Kamp Koral
Dopo che a SpongeBob, Patrick e Sandy viene vietato giocare ai pirati all'aperto, decidono di trasformare la loro cabina in una nave pirata.

## Vita da meduse
SpongeBob finge di essere una medusa per scopi di ricerca.

## Il demolition derby
I campeggiatori organizzano una gara di demolizione sotto il lago Yuckymuck.

## Commesso da paura
Nel disperato bisogno di aiuto, Mr. Krabs assume l'Olandese Volante per gestire il negozio del campo.

## Il concorso d'arte
Squiddi è determinato a far vincere alla sua baita il concorso annuale d'arte del campeggio.

## Mucca da campo
I campeggiatori del Kamp Koral fanno amicizia con una simpatica mucca dal grande appetito.

## Senza supervisore
SpongeBob, Sandy e Patrick vengono divisi in cabine separate.

## La sveglia
Squiddi deve riconquistare il suo dovere di "sveglia" mattutina.

## Scambio di menti
Un incidente costringe Patrick e Karen a scambiarsi i corpi.

## Uno scherzo pungente
Uno scherzo malizioso in campeggio finisce malissimo.

## L'alloggio intelligente
Nel tentativo di evitare di fare le faccende domestiche, Sandy inventa una "cabina intelligente".

## Il despota degli abissi
Mr. Krabs lascia a Squiddi il ruolo di direttore del campo.

## Maggiordomo in palio
Narlene e Nobby insegnano a Regigille tutto sulla vita nei boschi.

## Il campeggiatore perfetto
La cabina Trawler è il camper perfetto per partecipare ai Camp Summer Games.

## Mangiatori di hotdog
Craig Mammalton scopre cosa significa non essere il migliore in qualcosa.

## Patrick e la torta
Patrick e una torta si nascondono nella natura selvaggia.

## Il sapore della sconfitta
Plankton scopre la concorrenza nel ristorante sperduto di Narlene.

## Scoiattola fifona
Sandy trascorre una notte nella cabina del Trawler.

## Cappelli nello spazio
I Dinghies viaggiano nello spazio.

## Un nascondiglio quasi sicuro
Dopo aver scoperto il suo guscio vuoto, Narlene e Nobby si travestono da Mr. Krabs.